# أوبينيي لي بوتي
أوبينيي-لي-بوتي  (المعروفة سابقًا باسم "ألبينياكوم») هي بلدية فرنسية تقع في إقليم الأردين في منطقة غراند إيست.   